# We in the Zone
We In The Zone（韓語：위인더존），是韓國春娛樂(Choon Entertainment)於2019年推出的五人男子音樂團體，成員包括晭侒、Eson、憼憲、玟及始炫。團名有「我們在這兒展現我們獨特的音樂」的意思。2019年10月23日，玟因個人理由退出組合，團體暫改以四人體制。於2020年夏天因春娛樂破產而解散。2021年1月15日，憼憲在 IG 表示團體已解散。

## 團體資料

### 粉絲名
粉絲名稱為WISH，具有「We In Sure your Heart」的意思。

### 官方色
官方應援顏色為彩通  #9896A4(淺紫灰色)及  #DE4D44(深紅色)。

### 成員資料
| 已離開成員列表 |      |            |        |           |                  |                                     |                  |                               |
| 藝名           | 藝名 | 藝名       | 本名   | 本名      | 本名             | 出生日期/出生地                     | 隊內擔當         | 學歷                          |
| 漢字           | 諺文 | 羅馬拼音   | 漢字   | 諺文      | 羅馬拼音         | 出生日期/出生地                     | 隊內擔當         | 學歷                          |
| 晭侒           | 주안 | Jooan      | 林晭侒 | 임주안    | Im Jooan         | 1996年10月4日 · 京畿道華城市        | 主領舞、領唱     | 韓林演藝藝術高等學校 音樂劇科 |
| Eson           | 이슨 | Eson       | 金正民 | 김정민    | Kim Jeongmin     | 1996年12月28日 · 美国夏威夷州檀香山 | 隊長、主Rapper   |                               |
| Eson           | 이슨 | Eson       | 金正民 | 제이슨 김 | Jason Kim        | 1996年12月28日 · 美国夏威夷州檀香山 | 隊長、主Rapper   |                               |
| 玟             | 민   | Min        | 李玟泉 | 이민천    | Lee Min Cheon    | 1997年10月16日 · 首爾特別市         | 副唱             |                               |
| 憼憲           | 경헌 | Kyeongheon | 尹憼憲 | 윤경헌    | Yoon Kyeong Heon | 1998年1月6日 · 全羅南道順天市       | 主唱             | 三聖高等學校                  |
| 始炫           | 시현 | Shihyun    | 金始炫 | 김시현    | Kim Shi Hyun     | 1998年5月6日 · 慶尚南道昌原市       | 副唱、門面、忙內 | 東灘高等學校                  |

## 活動經歷

### 出道前
2018年12月，公開出道前組合「WITZ」及表演影音，成員包括Jimyoung、Eson及Kyeongheon，通過《WITZ Moment》、《Your Friendly WITZ》真人騷，讓粉絲認識他們。
2019年4月29日，春娛樂宣佈WITZ更名為We In The Zone﹐並加入金始炫及個人資料未公開的新成員Min，預計上半年出道。
2019年5月16日，釋出出道專輯的相關相片。

### 出道後
2019年5月27日，發行首張迷你專輯《We In The Zone》，音樂錄影帶及音源同步公開，團體正式出道。
2019年5月27日，在首爾麻浦區舉辦首張迷你專輯發行紀念Showcase。
2019年5月28日，以出道主打歌曲《내 목소리가 너에게 닿게 Let's Get Loud》進行活動宣傳，在音樂節目SBSMTV THE SHOW表演出道舞台。
2019年7月12日至21日，在日本東京為紀念發行《We In The Zone》舉辦了活動。
2019年7月20日，在日本東京舉辦了「WE IN THE ZONE FIRST JAPAN LIVE in TOKYO」。
2019年8月7日、11日、12日，在日本大阪為紀念發行《We In The Zone》舉辦了活動。
2019年7月30日至8月9日，在日本大阪舉辦了 「WE IN THE ZONE SUMMER LIVE in OSAKA」 
2019年9月15日，春娛樂於官方SNS公開了即將在10月以第二張迷你專輯回歸的預告。
2019年9月3日，發行數位單曲《WISH LIST》，為紀念出道100天對支持應援著的WISH所準備的禮物。
2019年9月27日，官方公開第二張迷你專輯《Weeee!》回歸預告日程表。
2019年10月23日，玟因個人理由退出組合。
2019年10月30日，發行第二張迷你專輯《Weeee!》，音樂錄影帶及音源同步公開，以主打歌《Loveade》進行宣傳活動。
2020年1月5日至31日，在首爾Flex lounge舉辦2020 WE IN THE ZONE MINI LIVE 《WITZ STAGE #1》。
2020年3月23日，發行第二張數位單曲《WISH LIST part.2》。
2020年7月9日，發行第三張數位單曲《Play List Part.1》。
2020年夏天，因春娛樂破產而解散。

## 音樂作品

### 迷你專輯
|     | 內容                                                                             | 曲目                                                                                      |
| 1st | 《We In The Zone》 - 發行日期：2019年5月27日 - 語言：韓語 - 銷量：8,830+         | 曲目 1. Love Love Love 2. Let's Get Loud 3. Better 4. Bet On Me 5. In the Rain (Far Away) |
| 2nd | 《Weeee！》 - 發行日期：2019年10月30日 - 語言：韓語 - 類型：Dance - 銷量：8,327+ | 曲目 1. Fly Up 2. Loveade 3. Feeling Like Feeling 4. Call Me 5. Loveade（inst.）          |

### 數位單曲
|     | 內容                                                        | 曲目                                      |
| 1st | 《Wish List》 - 發行日期：2019年9月3日 - 語言：韓語         | 曲目 1. Emotion (느낌적인 느낌)           |
| 2nd | 《Wish List Part.2》 - 發行日期：2020年3月23日 - 語言：韓語 | 曲目 1. Be Your Star                      |
| 3rd | 《Play List Part.1》 - 發行日期：2020年7月9日 - 語言：韓語  | 曲目 1. You Bought YSL Tint (라고 말해도) |

## 影視作品

### 綜藝節目
| 播出日期                   | 電視台 | 節目名稱               | 參與成員 | 備註           |
| -------------------------- | ------ | ---------------------- | -------- | -------------- |
| 2017年4月7日－6月16日      | Mnet   | 《Produce 101 第二季》 | 始炫     | 因健康問題退出 |
| 2017年8月10日－8月27日     | IMBC   | 《4Caris的私生活》     | 始炫     |                |
| 2018年11月3日-2019年2月9日 | MBC    | 《 Under Nineteen》    | 始炫     | 最終排名第10   |

## 外部連結
- WE IN THE ZONE官方的X（前Twitter）
- WE IN THE ZONE成員的X（前Twitter）
- WE IN THE ZONE的Instagram帳戶
- WE IN THE ZONE的Facebook專頁
- YouTube上的WE IN THE ZONE頻道

- 金始炫的Instagram帳戶
- 金始炫的Facebook專頁
- Choon Entertainment的X（前Twitter）
- YouTube上的Choon Entertainment頻道